# Rivière Bérard
Pour les articles homonymes, voir Bérard.
La rivière Bérard est un fleuve tributaire du Lac aux Feuilles lequel se connecte à la baie d'Ungava. La rivière Bérard coule dans le territoire non organisé de la Rivière-Koksoak, de la région du Nunavik, situé dans la région administrative du Nord-du-Québec, au Québec, au Canada.

## Géographie
Les principaux bassins versants de la rivière Bérard sont :
- côté nord : lac aux Feuilles ;
- côté est : rivière Koksoak, lac Gerido, lac Rale, lac Deharveng, rivière Deharveng, baie Sèche ;
- côté sud : rivière Koksoak, lac Imbault ;
- côté ouest : rivière aux Feuilles, lac Dufreboy, rivière Dufreboy, lac Napier.

La partie supérieure de la rivière est constituée d'un ensemble de plans d'eau situés sur le versant nord, à la limite des bassins versants de la rivière aux Mélèzes, du lac Napier et de la rivière Bérard. Un petit lac sans nom (altitude : 303 m) constitue la tête de la rivière.
À partir du lac de tête, la rivière Bérard descend vers le nord en traversant successivement une série de lacs, notamment : lac Bassignac (altitude : 132 m), lac Jourdan (altitude : 95 m), lac Laumont (altitude : 76 m), lac Garigue (altitude : 69 m), lac Gourdon (altitude : 65 m), lac Dusay (altitude : 63 m) et lac Bérard (altitude : 54 m). Dans son cours inférieur, la rivière Bérard recueille les eaux de l'embouchure de la "rivière aux Phoques" venant de l'Est.
Le principal plan d'eau alimentant la rivière Bérard est le lac Bérard (en forme de Y inversé) que le courant traverse du sud au nord.
Cette rivière Bérard se déverse sur la longue grève de la rive sud-ouest de la baie Profonde, située sur le littoral sud du lac aux Feuilles. Cette dernière rivière traverse un détroit vers l'est pour aller se jeter sur le littoral ouest de la baie d'Ungava.
La baie Profonde est juxtaposée à la baie Sèche (située du côté est) ; les deux baies étant séparées par la presqu'île se terminant par la "Pointe de la Jauge" se détachant de la rive sud en direction de l'île de l'Hélicoptère. La baie Profonde et l'île de l'Hélicoptère sont caractérisées par une longue grève. Le littoral gauche de la baie Profonde se termine par la "Pointe de la Rivière".
Le village nordique de Tasiujaq est situé à l'embouchure de la rivière Bérard.

## Toponymie
Le toponyme Rivière Bérard a été officialisé le 5 décembre 1968 à la Commission de toponymie du Québec.